# Priyadarshini
Priyadarshini är en sjö i Antarktis. Den ligger i Östantarktis. Norge gör anspråk på området. Priyadarshini ligger 97 meter över havet. Den ligger vid sjöarna  Predgornoe Shel'fovoe och Karovoevatnet.